# Sukarame Baru
Sukarame Baru is een bestuurslaag in het regentschap Labuhan Batu Utara van de provincie Noord-Sumatra, Indonesië. Sukarame Baru telt 5284 inwoners (volkstelling 2010).